# جوزيف بروكس (ملحن)
جوزيف بروكس (بالإنجليزية: Joseph Brooks)‏ هو ملحن ومنتج أفلام وكاتب سيناريو أمريكي، ولد في 11 مارس 1938 في نيويورك في الولايات المتحدة، وتوفي بنفس المكان في 22 مايو 2011 بسبب اختناق.

## وصلات خارجية
- جوزيف بروكس على موقع IMDb (الإنجليزية)
- جوزيف بروكس على موقع ألو سيني (الفرنسية)
- جوزيف بروكس على موقع ميوزك برينز (الإنجليزية)
- جوزيف بروكس على موقع أول موفي (الإنجليزية)
- جوزيف بروكس على موقع قاعدة بيانات برودواي على الإنترنت (الإنجليزية)
- جوزيف بروكس على موقع قاعدة بيانات الأفلام السويدية (السويدية)
- جوزيف بروكس على موقع ديسكوغز (الإنجليزية)
- جوزيف بروكس على موقع قاعدة بيانات الفيلم (الإنجليزية)
- جوزيف بروكس على موقع كينوبويسك (الروسية)